# Épisodes des Enfants de la liberté
Cet article présente le guide des épisodes de la série télévisée Les Enfants de la liberté.

## Épisode 1
- France :

## Épisode 2
- France :

## Épisode 3
- France :

## Épisode 4
- France :

## Épisode 5
- France :

## Épisode 6
- France :

## Épisode 7
- France :

## Épisode 8
- France :